# Bostrychia
Bostrychia är ett släkte med fåglar i familjen ibisar inom ordningen pelikanfåglar. Det omfattar fem arter som alla förekommer i Afrika söder om Sahara:
- Olivibis (B. olivacea)
- Sãotoméibis (B. bocagei)
- Fläckbröstad ibis (B. rara)
- Hadadaibis (B. hagedash)
- Flikibis (B. carunculata)